# Estonci
Estonci (estonsky: eestlased, dříve maarahvas) jsou ugrofinský národ žijící zejména na území Estonska. Estonci převážně hovoří estonsky, což je jazyk finské větve ugrofinských jazyků. Estonština je příbuzná s finštinou a vzdáleně také s maďarštinou.
Ačkoliv Estonsko je tradičně řazeno mezi pobaltské státy, jsou Estonci jazykově a etnicky nepříbuzní se svými sousedy Lotyši a Litevci.

## Historie

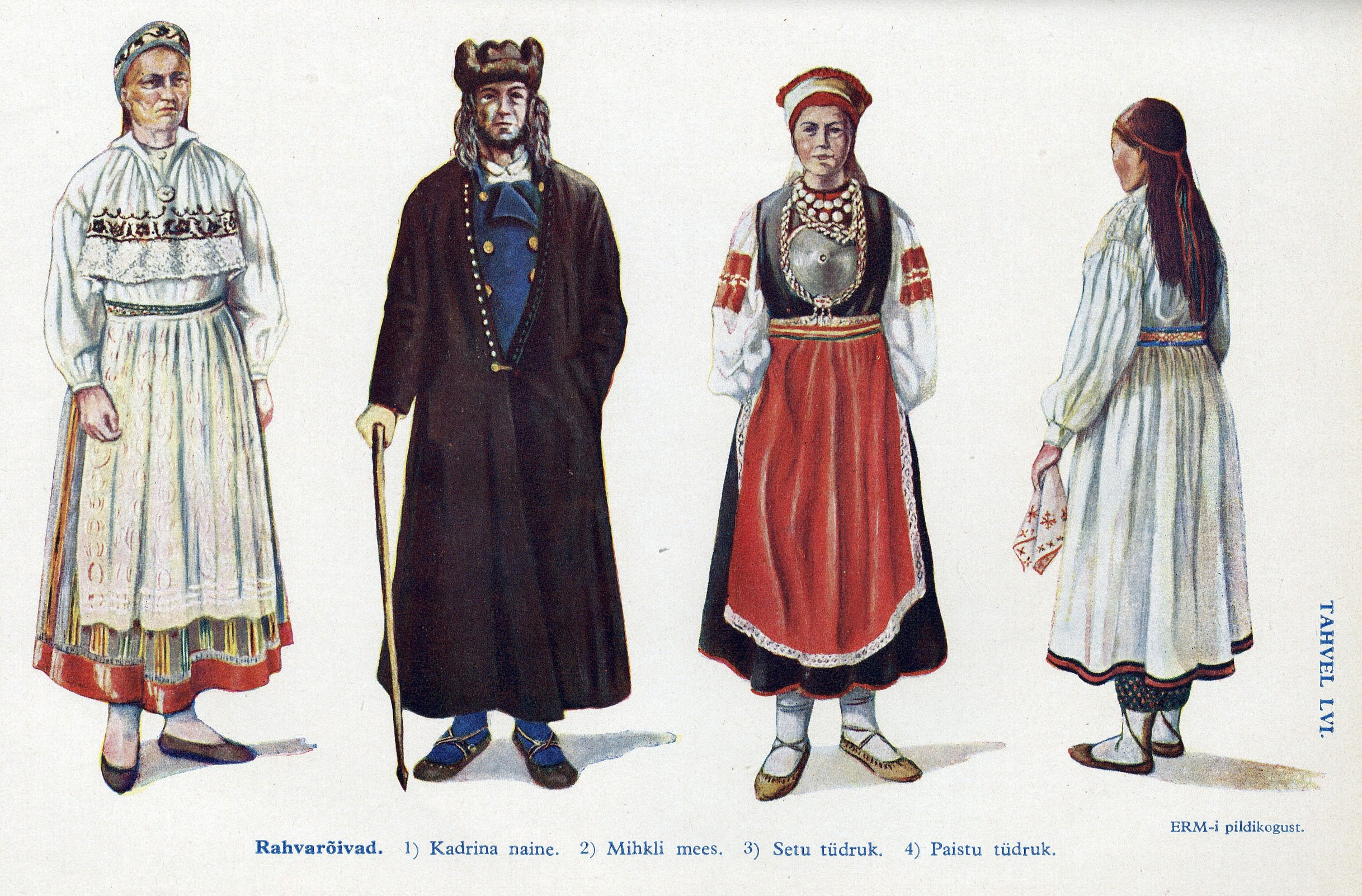
Estonské národní kostýmy

Estonsko bylo poprvé osídleno před 10 000 lety poté, co ustoupil baltský ledovec. Ačkoliv není jisté, jakým jazykem hovořili tito první obyvatelé, dá se celkem jistě říci, že první obyvatelé mluvící ugrofinským jazykem příbuzní dnešním Estoncům dorazili na území dnešního Estonska před 5000 lety. To řadí Estonce mezi nejstarší stálé obyvatele jednoho území v Evropě.
Dnešní výraz pro Estonsko je odvozen ze slova Aestii, kterým staří Germáni označovali lidi žijící na severozápad od řeky Visly. Římský historik Tacitus v roce 98 př. n . l. byl prvním, kdo se zmínil o národu zvaném Aestii, a raní obyvatelé Skandinávie nazývali území jižně od Finského zálivu Eistland. Tento název dodnes užívá islandština a výraz pro Estonce je eistr.
Estonština patří do finské větve ugrofinských jazyků.
Nejstarší známé případy psané estonštiny pochází ze 13. století, například latinsky psaná kronika Heinrici Chronicon Livoniae obsahuje slova a části vět v estonštině. První estonsky tištěná kniha spatřila světlo světa v roce 1525.
Přestože estonské národní uvědomění je spíše spjato až s dobou estonského národního obrození, již tomuto obrození předcházel určitý stupeň uvědomění si národní identity. V 18. století se mezi Estonci šíří užívání označení eestlane spolu se starším maarahvas. Bible byla do estonštiny přeložena v roce 1739, a počet knih a brožur vydaných v estonštině vzrostl z 18 v padesátých letech 18. století na 54 o čtyřicet let později. Na konci 18. století více než polovina dospělých rolníků byla gramotná. První vysokoškolsky vzdělaní intelektuálové označující sebe sama za Estonce, mezi něž patřili Friedrich Robert Faehlmann (1798-1850), Kristjan Jaak Peterson (1801-22) a Friedrich Reinhold Kreutzwald (1803-82), se objevili ve dvacátých letech 19. století.
Vládnoucí elity v Estonsku byly již od dobytí Estonska německým Řádem mečových bratří ve 13. století převážně německé národnosti (baltští Němci).
Garlieb Merkel (1769-1850), baltský Němec, byl prvním autorem, který považoval Estonce za národ rovnoprávný s ostatními a stal se tak zdrojem inspirace pro estonské národní hnutí, které se opíralo o pobaltskou německou kulturu do poloviny 19. století. Nicméně v polovině století se Estonci stali ambicióznějšími a začali si brát příklad u Finů coby úspěšného národního hnutí a do jisté míry i u sousedního lotyšského národního hnutí.
Na konci roku 1860 se již Estonci nemohli smířit s německou kulturní a politickou nadvládou. Zato jejich postoj k Ruskému impériu byl před rusifikací v 80. letech 19. století kladný.
Estonci mají silné vazby na severské státy, které vyplývají z významného kulturního a náboženského ovlivnění během staletí jejich nadvlády. Estonci se dokonce sami počítají spíše k severským státům než k pobaltským zemím, a to zejména díky etnické a jazykové spřízněnosti s Finy.
Během let 1945-89 se podíl etnických Estonců v Estonsku snížil z 94% na 61%, což bylo zapříčiněno jak deportacemi organizovanými Sovětským svazem, tak sovětským programem masového přistěhovalectví z Ruska a dalších částí bývalého SSSR do průmyslových oblastí Estonska. Stejně tak na tom měla podíl válečná emigrace a Stalinovy masové deportace a popravy. Nynější podíl Estonců se blíží k 70%.
Mimo Estonsko žijí Estonci nejvíce v Rusku, Finsku, Švédsku, Spojených státech nebo dalších západních zemích. V sousedním Lotyšsku žije okolo 2700 Estonců (dle sčítání lidu 1997), a v Litvě v roce 1989 žilo 600 Estonců.

## Emigrace
Během druhé světové války v roce 1944 provedla Rudá armáda invazi do Estonska. Mnoho Estonců utíkalo ze své domoviny na lodích či malých člunech přes Baltské moře do Švédska a Německa. Odtud později pokračovali dál a usadili se v Kanadě, Spojených státech a Austrálii. Někteří z nich se i s potomky vrátili do Estonska po získání opětovné nezávislosti země v roce 1991.

## Osobnosti
K významným vědcům patří astrofyzik Ernst Öpik, fyzikové Thomas Johann Seebeck, jenž objevil termoelektrický jev, a Heinrich Lenz či optik Bernhard Schmidt. Estonský původ měli i zoologové Karl Ernst von Baer a Alexander von Middendorff.
K nejvýznamnějším světovým sémiotikům patří Jurij Michajlovič Lotman. Lingvista Paul Ariste zasvětil život studiu umírající votštiny. Ve vývoji estonského jazyka sehrál zásadní roli filolog Johannes Aavik. Tvůrcem umělého jazyka Occidental byl baltský Němec Edgar de Wahl. Mezinárodní věhlas získal i filozof a kulturní teoretik Jaan Kaplinski. V Tallinnu se narodil zakladatel gestalt psychologie Wolfgang Köhler.
Za zakladatele moderní estonské literatury je považován Friedrich Reinhold Kreutzwald, za zakladatele moderní estonské poezie jsou označováni Marie Underová a Kristjan Jaak Peterson. Významnou představitelkou estonského národního obrození byla básnířka Lydia Koidula či spisovatel Carl Robert Jakobson. Johann Voldemar Jannsen napsal báseň, která se stala později textem estonské národní hymny. Pentalogie Pravda a spravedlnost, jejímž autorem je Anton Hansen Tammsaare, je pilířem estonské prózy. V meziválečném Estonsku vynikli básnířka Betti Alverová či básník Friedebert Tuglas, který do estonské literatury vnesl prvky impresionismu a symbolismu. Ve druhé polovině 20. století se prosadil Jaan Kross. K oceňovaným současným autorům patří Tõnu Õnnepalu.
Nejproslulejšími hudebními skladateli jsou Arvo Pärt, Evald Aav a Eduard Tubin. Z interpretů lze jmenovat dirigenta Neeme Järviho.
V Estonsku se narodil významný americký architekt Louis Kahn.
V modelingu se prosadila Carmen Kassová.
Klíčovou postavou meziválečné estonské politiky byl Konstantin Päts. Hrdinou estonské války o nezávislost v letech 1918-1920 byl Johan Laidoner.
Estonskými Němci byli polárník Ferdinand Petrovič Wrangel i cestovatel Otto von Kotzebue.
Dvě zlaté olympijské medaile má zápasník Kristjan Palusalu, olympijským vítězem je i desetibojař Erki Nool. Uspěl i šachista Paul Keres.